# 尤里·德米特里耶维奇

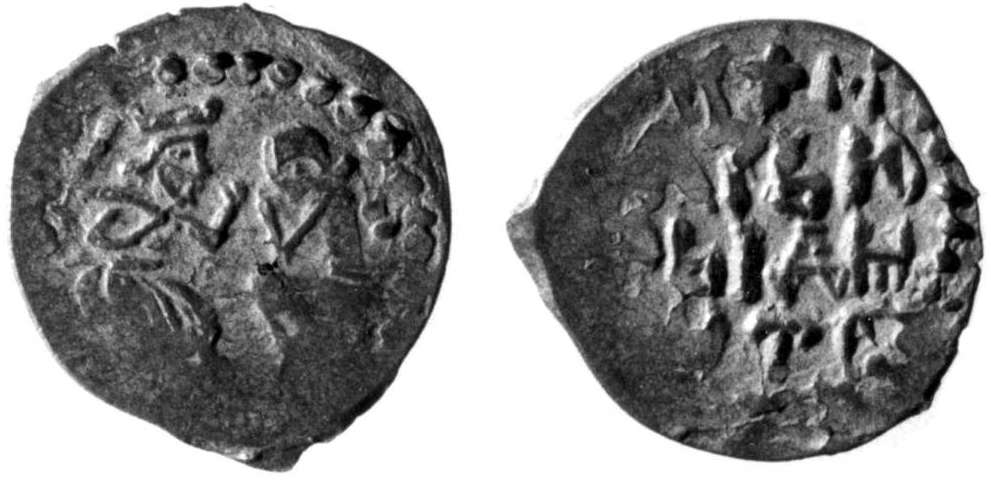
1433年尤里·德米特里耶维奇统治莫斯科时期的钱币

尤里·德米特里耶维奇（1374年11月26日—1434年6月5日），是德米特里·顿斯科伊的次子。在他的兄弟瓦西里一世统治期间，他曾與托爾若克（1392）、朱科廷（1414）和大诺夫哥罗德（1417）等勢力交戰。莫斯科大公国内战期間，他多次舉兵試圖推翻他侄子瓦西里二世的統治，他也曾於1433年和1434年两度占领莫斯科。 